# Agrochola hypotaenia
Agrochola hypotaenia là một loài bướm đêm trong họ Noctuidae.